# Вишневка (Щигровский район)
Вишневка — посёлок в Щигровском районе Курской области России. Административный центр сельского поселения Вишневский сельсовет. В посёлке есть почтовое отделение, его индекс — 306536.

## История
В 1966 г. указом президиума ВС РСФСР поселок совхоза «Щигровский» переименован в Вишневка.

## Население
| 2002 | 2010 |
| ---- | ---- |
| 543  | ↘494 |